# Adrien Chenaux
Pour l’article ayant un titre homophone, voir Adrien Chenot.
Pour les articles homonymes, voir Chenaux.
Adrien Chenaux, né le 16 août 1991, à Fribourg, est un coureur cycliste suisse.

## Biographie
En 2009, Adrien Chenaux se classe deuxième du championnat de Suisse sur route juniors (moins de 19 ans) et quatrième du Tour du Pays de Vaud. Il représente par ailleurs son pays lors des championnats du monde juniors de Moscou, où il prend la tente-et-unième place de la course en ligne.  
En 2012, il participe à son premier Tour de l'Avenir. Il rejoint ensuite l'équipe continentale suisse Atlas Personal-Jakroo en 2013. Durant sa dernière saison espoirs (moins de 23 ans), il se distingue en terminant troisième du prologue du Tour de la Vallée d'Aoste et dixième des Jeux de la Francophonie, sous les couleurs de l'équipe nationale suisse. Il finit également vingt-neuvième du championnat du monde espoirs à Florence. L'année suivante, il évolue au sein de la formation autrichienne Vorarlberg.
Il redescend finalement chez les amateurs en 2015. Au mois de juin, il devient champion de Suisse du contre-la-montre dans la catégorie des élites nationaux. Quelques mois plus tard, il finit cinquième du Tour de La Réunion.

## Palmarès
- 2009
  - Le Locle - Sommartel
  - Martigny-Mauvoisin juniors
  - 2e du championnat de Suisse sur route juniors
- 2011
  - Le Locle - Sommartel
  - 3e du Tour de Nouvelle-Calédonie
- 2013
  - Grimpette de La Lorette
- 2015
  -  Champion de Suisse du contre-la-montre élites nationaux
  - Tour du Canton de Fribourg
  - 2e de l'Enfer du Chablais
  - 2e de Sierre-Loye
- 2016
  - Champion romand du contre-la-montre
- 2017
  - 2e de Martigny-Mauvoisin
  - 5edu Grand Raid BCVs
- 2018
  - 40e des Championnats du monde de VTT marathon
  - Tour du Canton de Fribourg

## Classements mondiaux
| Année           | 2013  | 2014 | 2015 |
| --------------- | ----- | ---- | ---- |
| UCI Europe Tour | 1152e |      |      |
| UCI Africa Tour |       |      | 202e |